# Іспанка: жертви пандемії грипу
«Іспанка: жертви пандемії грипу» — телевізійна драма знята ВВС у 2009 році. 
Вона розповідає про спалах іспанки у Великій Британії 1918 року та про те, як доктор Джеймс Нівен боровся з цією недугою. Сценарій був написаний Peter Harness. Перший ефір відбувся на BBC Four 5 серпня 2009.

## У ролях
- Білл Патерсон — доктор Джеймс Нівен
- Марк Гетісс — містер Сімсон
- Шарлотта Райлі — Пеґґі Літтон
- Кеннет Кренем — М. Дж. О'Лофлін
- Реффі Кессіді — Еллен